# Johan Börck
Johan Börck, född 1670, död 6 maj 1714 i Ulrika Eleonora församling, Stockholm, var svensk präst och riksdagsman.

## Biografi
Börck föddes på okänd plats 1670. Han var son till inspektorn Anders Börck och Maria Hak vid Avesta bruk. Börck inskrevs 22 februari 1679 som student vid  Uppsala universitet och blev filosofie magister där den 5 december 1698. Han prästvigdes 28 januari 1696 i Västerås och blev huspredikant hos Barbro Cruus, änka efter greve Gustaf Oxenstierna.
Före den 11 november 1698 blev Börck predikant vid livgardet. Börck blev 17 maj 1704 kyrkoherde i Ulrika Eleonora församling, Stockholm (tillträde 1 maj 1705) och blev 12 juni 1705 assessor vid Stockholms konsistorium. Börck avled 6 maj 1714 i Ulrika Eleonora församling.
Börck var 1712 predikant vid prästmötet i Uppsala. Han var även riksdagsman vid riksdagen 1713–1714.

## Familj
Börck gifte sig 29 december 1696 i Jakob och Johannes församling med Beata Renner (1678–1726). Hon var dotter till sadelmakarmästaren Tobias Rennes och Anna Persdotter Krone.